# Чижик-пыжик
«Чи́жик-пы́жик», или «Чи́жик, чи́жик» — шуточная русская песенка из городского фольклора.

## Мелодия и текст
Мелодию (ми-до-ми-до-фа-ми-ре-соль-соль-соль-ля-си-до-до-до) легко сыграть на фортепиано одним пальцем.
Audio playback is not supported in your browser. You can download the audio file.
Мотив песенки является одним из наиболее распространённых и узнаваемых в России и в таковом качестве использовался в исследованиях по компьютерной вариации мелодий, но не считается образцом высокого искусства.
Широко известен текст произведения:
Чижик-пыжик, где ты был?

На Фонтанке водку пил.

Выпил рюмку, выпил две —

Закружилось в голове.
Наиболее раннее упоминание — пародийный текст: «Гнедич, Гнедич! Где ты был? На Кавказе ж…ку мыл; вымыл разик, вымыл два, освежилась голова» в письме Александра Измайлова, написанном 16 ноября 1825. В 1848 году две строки песни: «Чижик, чижик, где ты был? // На Фонтанке воду[sic] пил…» цитирует Дмитрий Григорович в повести «Капельмейстер Сусликов». Фольклорист Владимир Бахтин предполагает, что песня связана с крестьянской старинной песней: «Зайчик, зайчик, где ты был? В лесику, в лесику».

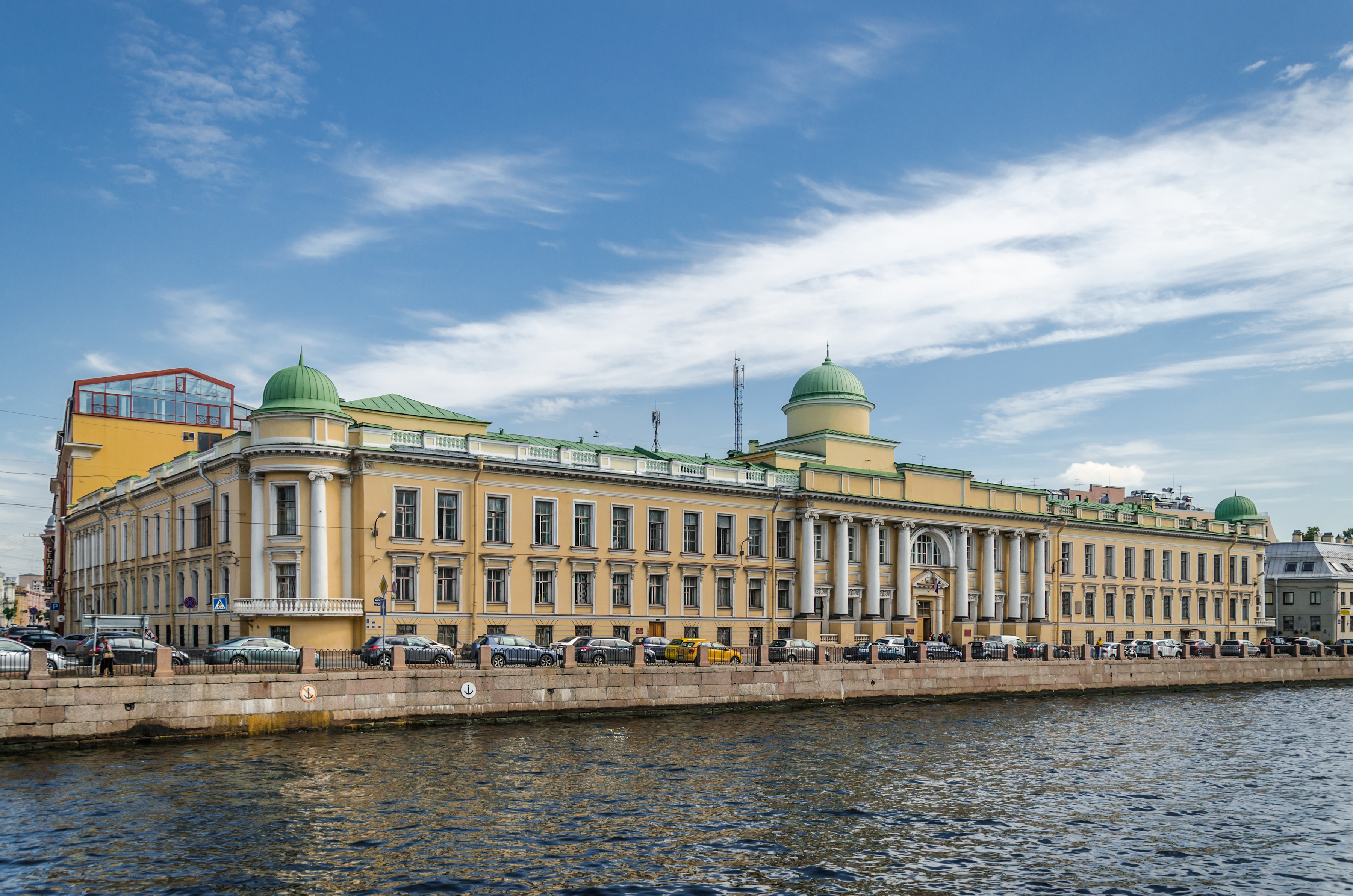
Здание Императорского училища правоведения

В доме № 6 по набережной Фонтанки с 1835 по 1918 год располагалось Императорское училище правоведения, студенты которого носили мундиры зелёного цвета с жёлтыми петлицами и обшлагами, зимой — шинели тех же цветов и шапки из пыжика. Согласно популярной петербургской легенде, за расцветку обмундирования, напоминавшую оперение чижа, а также за традиционные пыжиковые шапки студентов училища прозвали «чижиками-пыжиками», и именно о них была сочинена эта песенка. Очевидно противоречит легенде пародийное упоминание песни в письме Измайлова в 1825 году, за десять лет до того, как появилось училище правоведения.

По материалам «Этнографического бюро» князя В. Н. Тенишева, в Костромской губернии «на беседках» крестьян-подростков описывается танец «Чижик»:
…Потом танцуется «Чижик». Это смесь кадрили, лансье и ещё чего-то. Поется песня, или вернее несколько песен довольно быстрого темпа. Начинается так:Где ты, чижик, где ты был?
За морями вино пил.
Выпил рюмочку, другую,
Пригласил к себе милую…
(«Русские крестьяне. Жизнь. Быт. Нравы», Т. 1., Санкт-Петербург, 2004, с. 32).
При обучении детей музыке используются и более «детские» варианты текста. Доподлинно не известен ни автор песенки, ни время её появления.

## Культурное влияние

### В музыке
Популярный мотив цитировался в академической музыке, наиболее известным примером является ария царя Додона в опере Николая Римского-Корсакова «Золотой петушок». Слова этой серенады, адресованной шемаханской царице, вполне соответствуют музыке:
Буду век тебя любить,

Постараюсь не забыть.

А как стану забывать,

Ты напомнишь мне опять.
Римский-Корсаков таким образом старался, по его собственным словам, «Додона … осрамить окончательно» (Собрание сочинений, Т.7., М , 1970, с.412).
Обширные вариации на тему «Чижика» сочинили Сергей Прокофьев (который пытался их потом уничтожить), Исаак Дунаевский и Дмитрий Шостакович (Вокальный цикл Сатиры («Картинки прошлого») на слова Саши Чёрного, сочинение 109, 1960 год).

### Другие упоминания
- Согласно воспоминаниям актёра Н. Н. Ходотова, в 1905 году цензура пыталась предотвратить исполнение им горьковских «Буревестника» и «Песни о Соколе». Градоначальник Драчевский аргументировал своё решение тем, что в устах Ходотова «Всё цензурное … приобретает характер нецензурного». На возражение актёра, что «тогда … „чижик, чижик, где ты был“ тоже нецензурное произведение?», Драчевский отметил, улыбнувшись: «„чижик, чижик, где ты был? — на Фонтанке водку пил“. Понимаете? На Фонтанке! Значит, нецензурно!» (на Фонтанке помещалось тогда охранное отделение)[16].
- В фильме режиссёра Леонида Гайдая «Иван Васильевич меняет профессию» (1973) в сцене с колоколами управдом Иван Васильевич Бунша, запутавшись в верёвках, наигрывает фрагменты мелодий песен «Чижик-пыжик», а затем — «Подмосковные вечера»[17].
- Миниатюрный памятник Чижику-Пыжику установлен на Фонтанке в 1994 году.